# Chloroclysta viridifasciata
Chloroclysta viridifasciata är en fjärilsart som beskrevs av Johann August Ephraim Goeze 1787. Chloroclysta viridifasciata ingår i släktet Chloroclysta och familjen mätare. Inga underarter finns listade i Catalogue of Life.